# Cardenal pit-rosat
El cardenal pit-rosat (Pheucticus ludovicianus) és una espècie d'ocell de la família dels cardinàlids (Cardinalidae) que habita els boscos d'Amèrica del Nord, des de la Colúmbia Britànica, Alberta i centre i sud de Saskatchewan, cap a l'est, a través del sud del Canadà fins Nova Escòcia i, cap al sud, aproximadament al quadrant nord-oriental dels Estats Units. Passa l'hivern a les Bahames, Antilles, sud de Mèxic, Amèrica Central i nord de Sud-amèrica.